# Vincristina
La vincristina è un alcaloide a nucleo indolo monoterpenico con una struttura chimica molto complessa e di difficoltosa sintesi chimica utilizzato come farmaco antitumorale; detto anche leurocristina o vincaleucoblastina, insieme al suo congenere metilato sull'azoto in posizione 1 del nucleo indolico detto vinblastina e ad altri alcaloidi congeneri detti catarantina e vindolina, deriva dalla pianta del Catharanthus roseus (pervinca del Madagascar), anche nota con il nome comune "vinca rosea".
Gli alcaloidi della vinca, come sono definiti i farmaci appartenenti a questa classe, agiscono bloccando la formazione di una struttura essenziale per la divisione cellulare, il fuso mitotico. In assenza di un fuso mitotico funzionante, i cromosomi si frammentano e la cellula muore in conseguenza dell'alterazione prodottasi.

## Meccanismo di azione
Le proprietà antitumorali della vincristina derivano dalla sua capacità di inibire la divisione cellulare agli stadi precoci del processo di mitosi. La vincristina si lega ai monomeri di tubulina, impedendo la formazione dei microtubuli delle fibre del fuso mitotico durante il processo di replicazione cellulare. Legandosi agli elementi costituenti dei microtubuli, la vincristina disabilita i meccanismi cellulari in grado di allineare e muovere i cromosomi all'interno della cellula madre. La vincristina blocca la separazione dei cromosomi che si sono duplicati e previene la divisione cellulare, per questo motivo trova vasta applicazione come farmaco antineoplastico. Benché la vincristina agisca impedendo alle cellule cancerogene di dividersi, non inibisce selettivamente la divisione delle cellule tumorali.

## Indicazioni
La vincristina è normalmente somministrata come sale solfato, sia da sola, sia in associazione ad altri farmaci antineoplastici con diverso sito d'azione, quali gli analoghi dell'acido folico, come il metotrexato, e gli analoghi delle basi azotate degli acidi nucleici, come i tassoli.
La vincristina si è dimostrata efficace in associazione ad altri farmaci antiblastici nel linfoma di Hodgkin (assieme a mecloretamina, procarbazina e prednisone), nel linfoma non Hodgkin, nella leucemia linfatica acuta, nei sarcomi, nella neoplasia della mammella, dell'utero e del testicolo, nel microcitoma.

## Effetti collaterali
Mostra marcati effetti collaterali dovuti al fatto che, oltre ad inibire la duplicazione di cellule tumorali, blocca anche la replicazione delle cellule sane, soprattutto a livello dei tessuti ematopoietici. Questo può portare a carenza di elementi corpuscolati del sangue quali anemia e riduzione della risposta immunitaria per blocco dei precursori linfoidi e mieloidi delle cellule del sistema immunitario. La vincristina, rispetto agli altri alcaloidi della Vinca, dimostra una particolare attività tossica al livello del sistema nervoso centrale e periferico e solo in minor misura a livello di midollo osseo e degli apparati digerente e cutaneo. La tossicità si manifesta con la comparsa di parestesie, diminuzione dei riflessi e della sensibilità a carico dei nervi periferici, disturbi del sistema nervoso autonomo (per esempio, stitichezza, che può arrivare fino all'ileo paralitico).

## Conservazione
Va conservata al riparo dalla luce in quanto è fotosensibile.